# Sorry, I'm a Lady
«Sorry, I'm a Lady» es una canción coescrita por Rolf Soja y Frank Dostal, e interpretada por el dúo español Baccara. Fue lanzado en junio de 1977 como el segundo sencillo de su álbum debut, Baccara (1977).
Fue un éxito número uno en Alemania, Austria, Bélgica, Países Bajos y Noruega. En Suiza alcanzó el puesto 2, en Finlandia y Suecia llegó al número 3 y en Reino Unido alcanzó el número 8 de la UK Singles Chart.
La canción forma parte de la banda sonora de la película Mine vaganti, dirigida por Ferzan Özpetek (2010).

## Posicionamiento en listas
| Lista (1977)                          | Máxima posición |
| ------------------------------------- | --------------- |
| Alemania (Offizielle Deutsche Charts) | 1               |
| Austria (Ö3 Austria Top 40)           | 1               |
| Bélgica (Flandes) (Ultratop 50)       | 1               |
| Bélgica (Valonia) (Ultratop 50)       | 1               |
| Finlandia (Official Finnish Charts)   | 3               |
| Países Bajos (Dutch Top 40)           | 1               |
| Países Bajos (Mega Single Top 100)    | 1               |
| Noruega (VG-lista)                    | 1               |
| Reino Unido (Official Charts Company) | 8               |
| Suecia (Sverigetopplistan)            | 3               |
| Suiza (Schweizer Hitparade)           | 2               |